# Svarttjärnen (Gudmundrå socken, Ångermanland, 697489-159042)
Svarttjärnen är en sjö i Kramfors kommun i Ångermanland och ingår i Ångermanälven-Gådeåns kustområde.